# 豊前大熊駅
豊前大熊駅（ぶぜんおおくまえき）は、福岡県田川郡糸田町にある平成筑豊鉄道糸田線の駅である。駅番号はHC51。
ディスカウントストア「MrMax」を運営する株式会社ミスターマックスがネーミングライツを取得し、2009年4月1日より愛称付きの駅名がMrMax豊前大熊駅となっている。
駅は福智町との町境に近い位置にある。

## 歴史
- 1942年（昭和17年）10月1日：産業セメント鉄道の駅（旅客駅）として開業[1]。
- 1943年（昭和18年）7月1日：戦時買収により鉄道省の駅となる[1]。
- 1951年（昭和31年）1月1日：貨物扱い開始[1]。
- 1968年（昭和43年）5月1日：貨物扱い廃止[1]。
- 1974年（昭和49年）3月5日：荷物扱い廃止[3]。無人駅となる[4]。
- 1987年（昭和62年）4月1日：国鉄分割民営化により九州旅客鉄道（JR九州）に承継[1]。
- 1989年（平成元年）10月1日：平成筑豊鉄道に転換[1]。
- 2009年（平成21年）4月1日：ネーミングライツにより「MrMax」の愛称が付く[2]。

## 駅構造
単式ホーム1面1線の地上駅である。無人駅である。バリアフリー非対応。
また、1998年（平成10年）頃までは申し訳程度の小さな駅舎があったが、現在は取り壊されてホームのみとなっている。取り壊した駅舎には有人改札跡があり、元々は有人駅であったことを物語っていた（ちなみに平成筑豊鉄道開業時は無人駅で、既に有人改札は閉鎖されていた）。

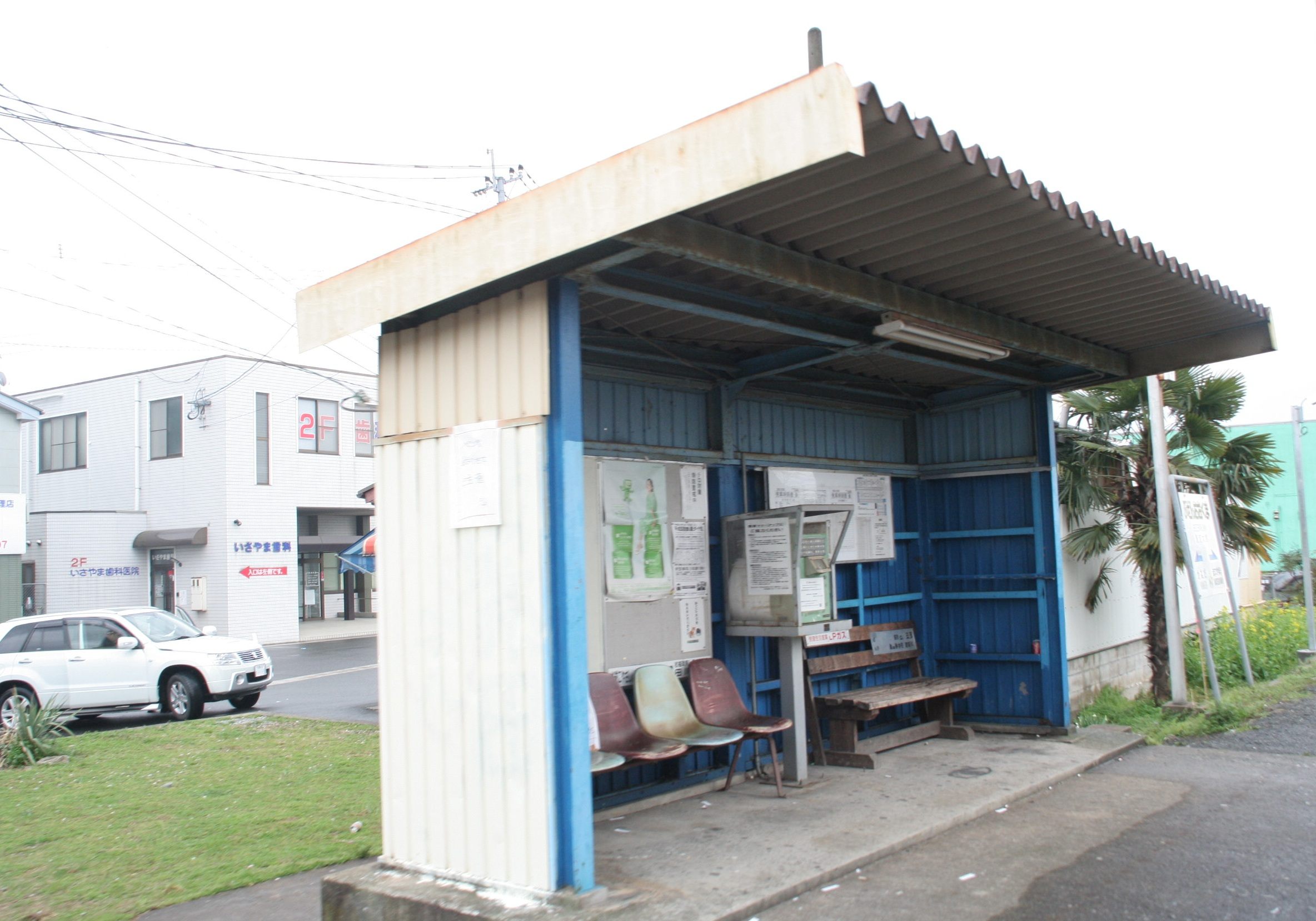
待合室（2008年8月）

## 駅周辺

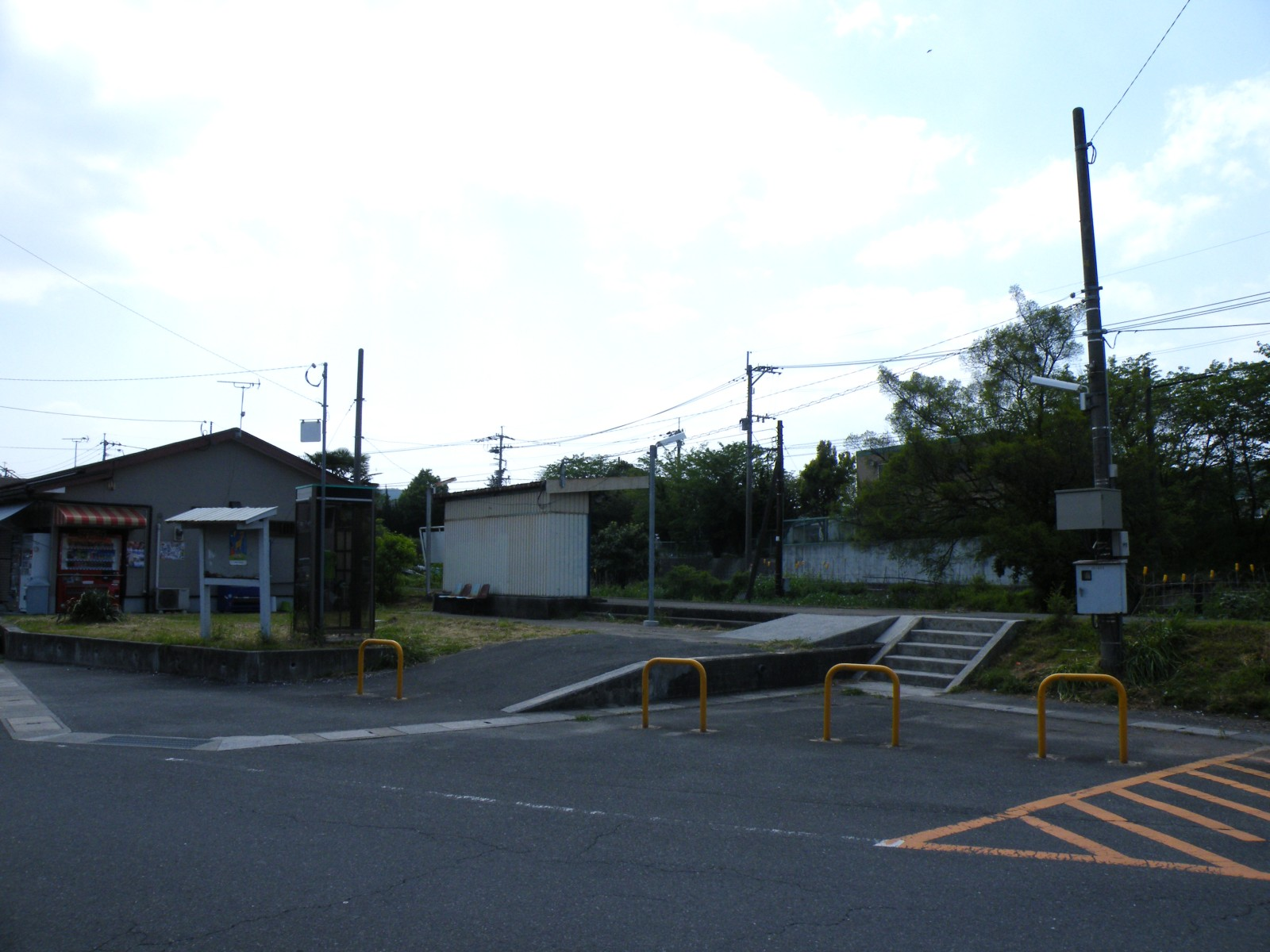
駅前（2010年5月）

- 福岡県道420号金田糸田田川線
- 特別養護老人ホーム長寿園
- 諌山医院（皮膚科、歯科）
- 吉田医院
- グループホームひまわり
- 町営高見町団地
- 大熊ホットドッグ＆たこやき
- 福島精肉店
- 稲荷神社

## 隣の駅
平成筑豊鉄道
■糸田線
金田駅 (HC10) - 豊前大熊駅 (HC51) - 松山駅 (HC52)